# Fredrik Jensen (ishockeyspelare)
Fredrik Jensen, född 3 juli 1975 i Åseda, är en svenska före detta professionell ishockeymålvakt som senast spelade i HC Vita Hästen och för närvarande är klubbpresident där.

## Klubbar
- Troja-Ljungby
- Linköpings HC
- Tranås AIF IF
- Bakersfield Condors
- Växjö Lakers
- Fassa, Italien
- Morzine, Frankrike
- HC Vita Hästen